# Penitentiaire Inrichting Veenhuizen
Penitentiaire Inrichting Veenhuizen (vroeger Rijkswerkinrichting Veenhuizen) is een gevangenis in het Drentse dorp Veenhuizen. In de inrichting is plaats voor ongeveer duizend gedetineerden, verdeeld over de locaties Norgerhaven, Esserheem, De Haven en Groot Bankenbosch. De inrichting wordt geëxploiteerd door de Dienst Justitiële Inrichtingen (DJI).

## Locaties

### Esserheem

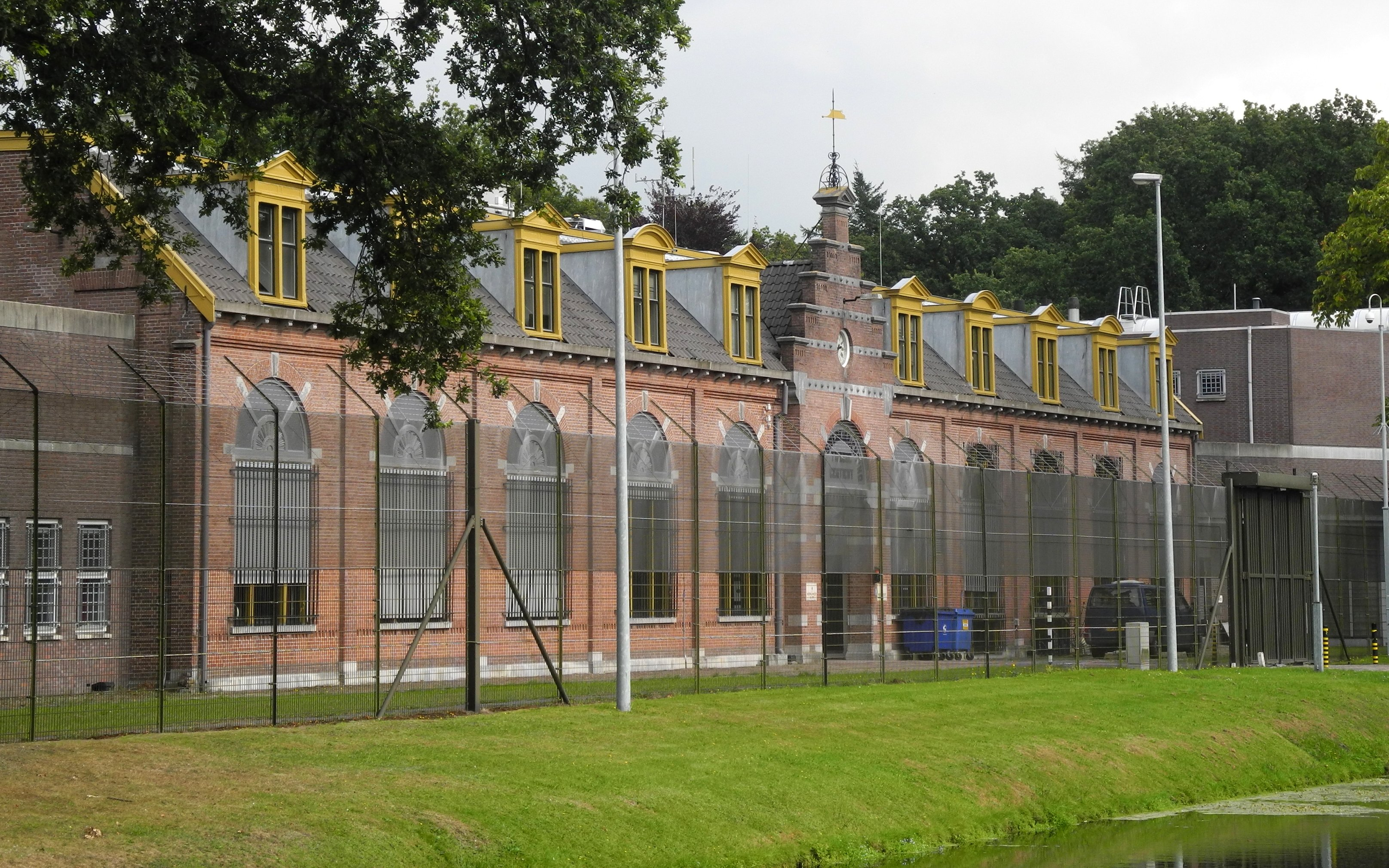
Locatie Esserheem

Esserheem is zowel een gevangenis als een Huis van Bewaring. Er blijven reguliere gedetineerden en drie afdelingen voor bijzondere doelgroepen. Er zijn 24 plekken voor langgestraften, 24 plekken voor de vadervleugel en 24 plekken op de Beperkt Beveiligde Afdeling (BBA). Twee afdelingen (48 plekken) zijn ingericht als Huis van Bewaring. Op de vadervleugel volgen gedetineerde vaders een speciaal programma om de band met hun kinderen zo goed mogelijk te houden.
Esserheem heette tot 1949 Veenhuizen II. Het is oorspronkelijk gebouwd in 1823. In 1901 werd een nieuw gebouw opgeleverd. Van 1945 tot 1953 werden er vanwege hun oorlogsverleden veroordeelde Nederlanders en Duitsers ondergebracht.

### Norgerhaven
Ook Norgerhaven is zowel een gevangenis als een Huis van Bewaring. Er verblijven reguliere gedetineerden en één afdeling Extra Zorgvoorziening (24 plaatsen) voor gedetineerden die minder geschikt zijn voor plaatsing op een reguliere afdeling. Norgerhaven heeft een vadervleugel met 24 plekken. Twee afdelingen (48 plaatsen) zijn ingericht als Huis van Bewaring. Norgerhaven heeft een capaciteit van 242 plekken.

### Klein Bankenbosch
Klein Bankenbosch is een gevangenis en heeft vier afdelingen (72 plekken) die fungeren als inrichting voor stelselmatige daders. Ook is er een Extra Zorgvoorziening (18 plekken). Zes van de 18 plekken zijn bestemd voor mindervalide gedetineerden. Klein Bankenbosch heeft een capaciteit van 90 plekken. De locatie was tot eind 2020 in gebruik als jeugdgevangenis Elker (voorheen: Juvaid).

### Groot Bankenbosch
Tot 2014 zaten er ook gedetineerden in Groot Bankenbosch. Groot Bankenbosch omvatte de inrichtingen Bankenbosch, Nieuw Bergveen en De Fleddervoort. Vanaf mei 2014 werden er in de voormalige penitentiaire inrichting Groot Bankenbosch asielzoekers opgevangen, waaronder ook nareizigers die in het kader van gezinshereniging naar Nederland zijn gekomen. Ten behoeve van renovaties van Esserheem en Norgerhaven zal de locatie vanaf 2022 in gebruik zijn als tijdelijke gevangenis.

## Geschiedenis
Vanaf 1818 bouwde de Maatschappij van Weldadigheid enkele kolonies voor arme gezinnen en wezen in het zuidwesten van Drenthe en in het noordwesten van Overijssel: Frederiksoord, Willemsoord en Wilhelminaoord. De Maatschappij van Weldadigheid sloot in 1823 een contract met de Nederlandse regering om 4.000 wezen, 1500 bedelaars en landlopers en 500 gezinnen op te nemen. Voor bedelaars en landlopers werd in Ommerschans in Overijssel een (straf)kolonie opgericht. Voor de te plaatsen kinderen werden in het Drentse Veenhuizen drie grote gestichten gebouwd. Uiteindelijk werden in het Derde gesticht in Veenhuizen ook bedelaars geplaatst. In 1843 werden de gestichten voor de wezen gesloten. Van 1845 tot 1886 werden in Veenhuizen ook gerepatrieerden uit Nederlands-Indië opgevangen die besmet waren met lepra.
In 1859 werden de bedelaarsgestichten Veenhuizen en Ommerschans overgenomen door de rijksoverheid. Voor het personeel werd er een klein dorp gebouwd, om de inrichtingen heen. In 1890 werd Ommerschans gesloten. Veenhuizen is als gevangenis blijven bestaan.
Justitie bouwde rond 1900 vervolgens twee nieuwe gevangenissen, ontworpen door Johan Frederik Metzelaar en zijn zoon Willem Cornelis Metzelaar: Norgerhaven en Esserheem. Vader en zoon Metzelaar ontwierpen daarnaast vele bewaarderswoningen en dienstgebouwen. Een deel daarvan is inmiddels verkocht, maar een groot aantal gebouwen is tot op heden bezit van de Staat (Rijksvastgoedbedrijf). In de jaren zeventig van de twintigste eeuw werden Norgerhaven en Esserheem omgebouwd tot bewaarplaats voor zwaargestraften.
Sinds 1981 is er vrije toegang tot het dorp. Voor die tijd was het dorp verboden voor niet-gevangenispersoneel. Veel bewaarderswoningen en enkele andere gebouwen zijn inmiddels verkocht, maar een groot deel van Veenhuizen is tot op heden eigendom van de Staat (Rijksgebouwendienst).
In de periode 2004 - 2008 kreeg Norgerhaven een nieuw onderkomen. Het oude werkgesticht Norgerhaven is omgebouwd tot kantorencomplex voor Justitie.
In 2015 sloten Nederland en Noorwegen een verdrag dat de overplaatsing van Noorse gedetineerden van Noorwegen naar de gevangenis Norgerhaven mogelijk maakte. Hiertoe werden enkele Nederlandse langgestraften overgebracht naar Heerhugowaard. Het verdrag had een werkingsduur van drie jaar en betrof circa 240 gedetineerden. In de gevangenis zaten vooral Noren van buitenlandse komaf. In augustus 2018 verlieten de laatste Noorse gevangenen Veenhuizen.

## Museum
In het Tweede gesticht bevindt zich het gevangenismuseum.